# Georg Kopprasch
Georg Kopprasch (* um 1800; † um 1850) war ein deutscher Komponist und Hornist. Er ist erster Linie bekannt durch seine einhundertzwanzig Etüden für Horn (op. 5, op. 6).

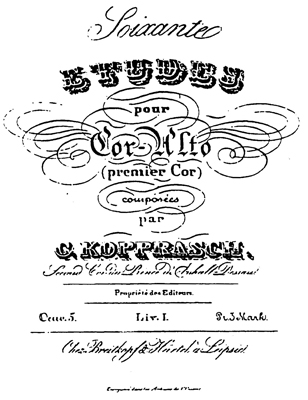
Titelblatt zu seinen sechzig Horn-Etüden

## Leben
Kopprasch stammte aus einer musikalischen Familie: er war der Sohn des Komponisten Wilhelm Kopprasch'(1750–1832), sein Vater war Fagottist im Orchester des Fürsten Leopold III. von Anhalt-Dessau.
Georg Kopprasch war ein Mitglied einer Preußischen Regimentskapelle und spielte seit 1822 das zweite Horn in der Staatsoper Unter den Linden in Berlin. 1832 ging Kopprasch nach Dessau zurück und spielte zweites Horn in der Hofkapelle, wo er wahrscheinlich den Rest seiner Karriere verbrachte.

## Horn-Etüden
Mit Berliner Hornisten in den frühen 1800er Jahren bekannt, lernte Kopprasch auch den Erfinder des Ventilhorns Heinrich Stölzel kennen. Da Hörner vor Stölzels Erfindung der Ventile nicht chromatisch spielen konnten, gab es keine chromatischen Etüden für das Horn, und es ist wahrscheinlich, dass Kopprasch seine grundlegenden Arbeiten nun komponierte, um diesen Bedarf zu decken.
Kopprasch schrieb zwei Bände zu je sechzig Etüden für Horn, Op. 5 für hohes Horn und Op. 6 für tiefes Horn, aber nur Op. 6 (tiefes Horn) gewann Popularität und wird auch heute noch neu aufgelegt. Einige frühe Publikationen lauten fälschlich auf „C“ statt richtig „G“ für Georg Kopprasch. Die Studien wurden für andere Blechblasinstrumente wie Tuba und Posaune transkribiert.